# Bataille de reines

Una bataille de reines nella Comba di Vertosan negli anni ottanta.

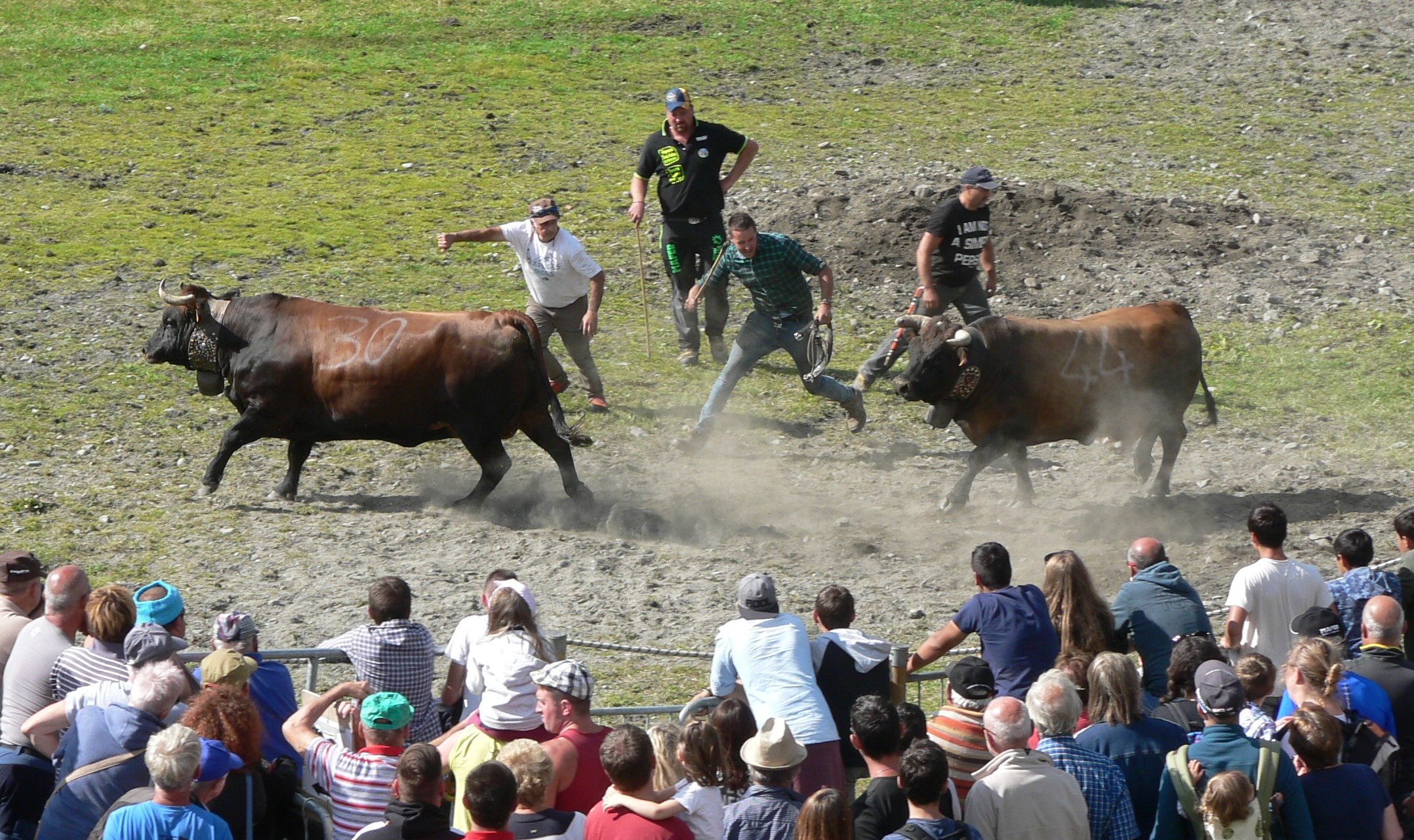
Un momento della bataille de reines al colle del Piccolo San Bernardo, nel 2018: la bovina sconfitta in fuga.

La bataille de reines (pron. fr. AFI: [bataj də ʁɛn]), detta anche combat de reines ([kɔ̃ba də ʁɛn]) o combat de vaches ([kɔ̃ba də vaʃ]), che significano in francese rispettivamente battaglia delle regine, combattimento delle regine e combattimento delle vacche (in patois valdostano bataille di vatse), è una manifestazione folcloristica che si svolge ogni anno in alcune regioni alpine della Svizzera, della Francia e dell'Italia. Si tratta di una serie di combattimenti tra vacche gravide che si svolgono in estate e in autunno in Valle d'Aosta per eleggere la Reina di corne, cioè la "Regina delle corna" in patois. Le razze di vacche più apprezzate per i combattimenti sono la razza Hérens e la valdostana pezzata nera.
In Italia, si svolge in Piemonte e in Valle d'Aosta.

## Descrizione

### Italia

#### Valle d'Aosta
Si svolge, a turno, in buona parte dei comuni della Valle d'Aosta, mentre la finale (Combat final) ha luogo nell'Arena della Croix-Noire ad Aosta.

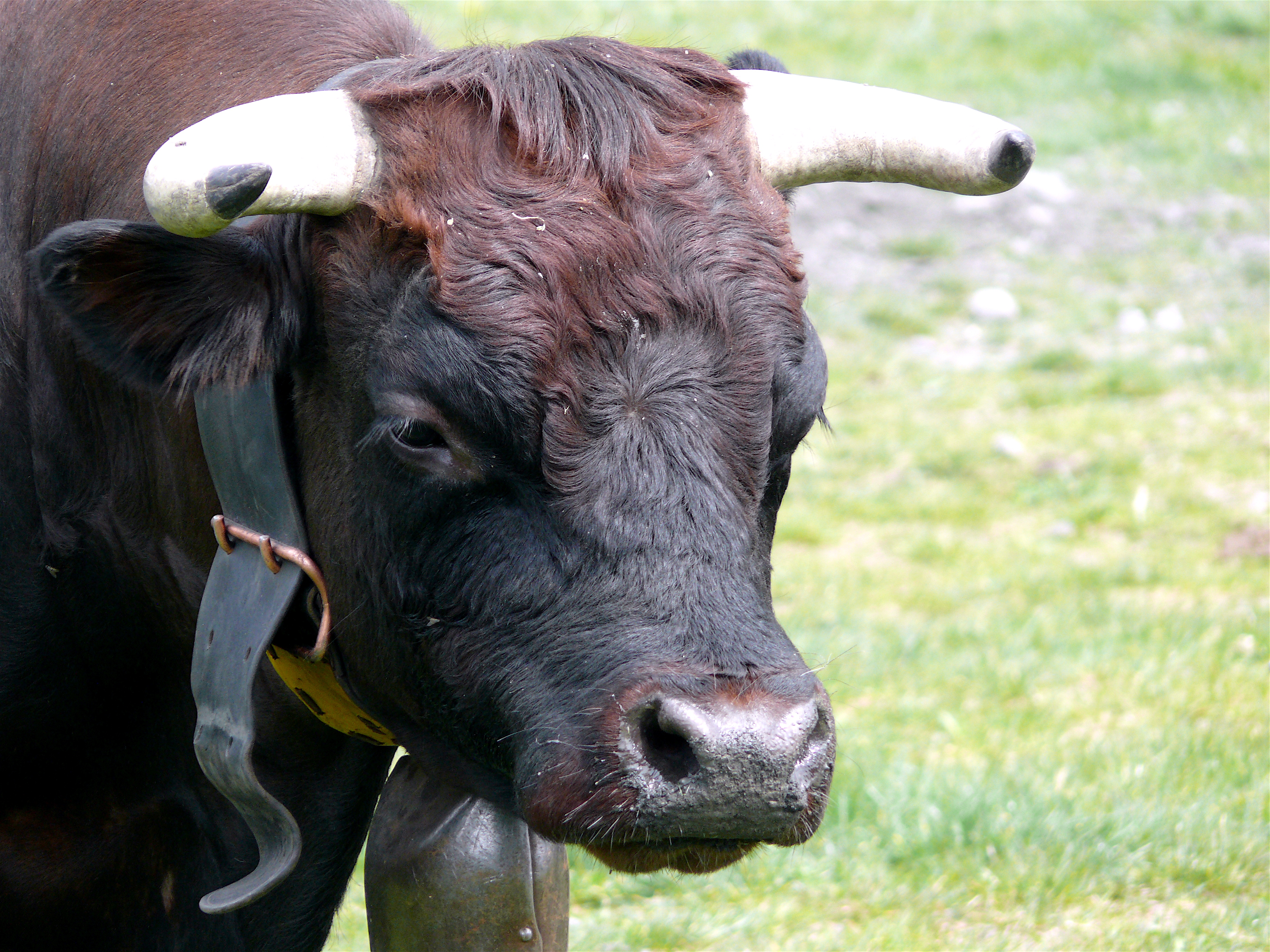
Il primo piano di una valdostana castana durante una bataille.

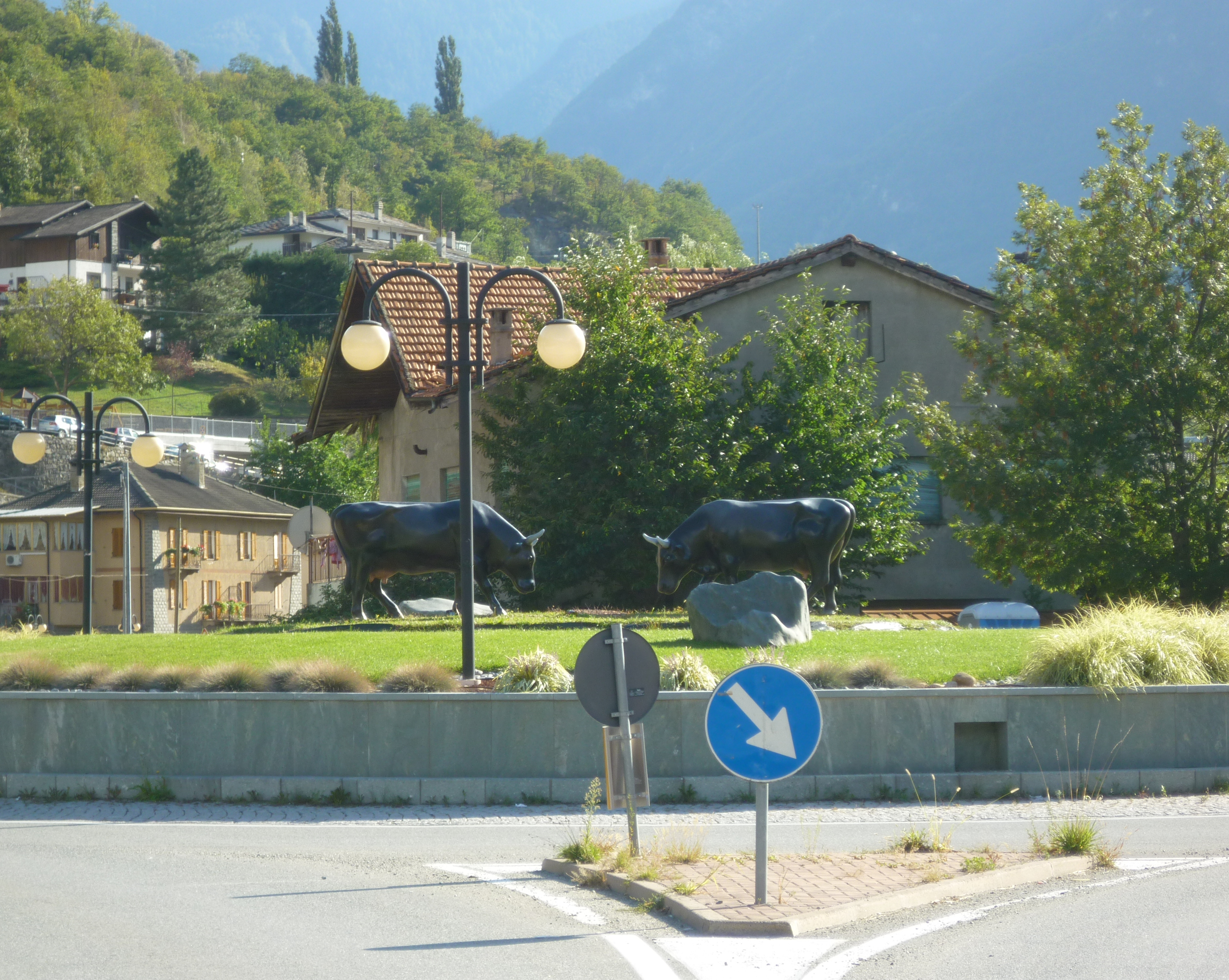
Rotonda a Montjovet, con sculture dedicate alle batailles de reines

La bataille si disputa tra due vacche di valdostana pezzata nera e valdostana pezzata rossa (in francese, Valdostaine pie noire e Valdostaine pie rouge rispettivamente) che si combattono spingendosi con le corna. Vince la prima che allontana l'avversaria.
La prima bataille si è svolta nella Comba di Vertosan.
Al mattino le bovine vengono pesate sulla bilancia elettronica e in base al loro peso vengono suddivise in tre categorie:
- Prima categoria: da 571 kg in su
- Seconda categoria: da 521 kg a 570 kg
- Terza categoria: fino a 520 kg

Le battaglie autunnali aumentano di 10 kg. Le ultime tre battaglie aumentano di 10 o 20 kg. Alla finale aumentano di 10 o 20 kg.
Dopodiché vengono fatti i sorteggi che consistono nel formare coppie di mucche che combatteranno. Si procede con gli incontri con il metodo dell'eliminazione diretta fino a decretare la mucca vincitrice, a cui viene assegnato il titolo di "Rèina" (in patois valdostano, Regina).
Le battaglie vengono combattute nelle seguenti località:
- Primavera
  - Montjovet si alterna con Pont-Saint-Martin
  - Sarre si alterna con Saint-Marcel
  - Aymavilles si alterna con Jovençan
  - Verrayes si alterna con Pollein
  - Fénis si alterna con Quart e si svolge il lunedì dell'Angelo
  - Issime si alterna con Challand-Saint-Victor e si svolge il 25 aprile
  - La Salle si alterna con Villeneuve. A volte succede che queste eliminatorie si svogano il sabato prima della finale dei combats de vaches a Aproz
  - Valpelline si alterna con Gignod
- Estate
  - Étroubles si alterna con il col de Joux.
  - Vertosan
  - Valtournenche (Breuil-Cervinia)
  - Colle del Piccolo San Bernardo, con Doues-Ollomont (dal 2018)
  - Brusson, dal 2018 alternato con Gressoney-Saint-Jean
- Autunno
  - Valgrisenche si alterna con Cogne (dal 2018)
  - Nus si alterna con Courmayeur, Pré-Saint-Didier e Morgex
  - Brissogne si alterna con Saint-Christophe
  - Antey-Saint-André si alterna con Châtillon e Pontey
  - Charvensod si alterna con Gressan

Nel mese di ottobre all'arena Croix-Noire di Aosta si svolge la finale regionale (fr. Combat final) per stabilire quale bovina è la regina delle regine di ogni categoria. La vincitrice in carica di ogni categoria partecipa di diritto alla competizione finale.

##### Letteratura
Jean-Baptiste Cerlogne, poeta in patois valdostano, nel 1892 scrisse la poesia La bataille di vatse à Vertosan, in onore della prima Bataille de reines.
« Bientou se sent lo flà di violette neissente, - Presto si sente il profumo delle violette in fiore,
Qu'imboumon l'air frëque de Vertozan: - Che riempie l'aria fresca di Vertosan:
Bientou dze sento dzà que le béque pouegnente - Presto sento di già le cime appuntite
Repondon a bë-tor, i sublo di s-arpian. - Rispondere ai fischi dei pastori.
Pe le prà, tseut in fleur, qu'un eigue pura arrouse - Sui prati, tutti in fiore, che un'aria pura annaffia
Dèsot l'erba catsà tsante lo greseillon - Nascosto sotto l'erba canta un grillo
Di boueisson i sapin lo rossegnon se pouse, - Dai cespugli ai pini si posa il pettirosso,
Et regale i passen se pi belle tsanson. - E regala ai passanti le sue più belle canzoni.
De llioen se veit qu'i Breuil embouon leur vatse pleine, - Da lontano si vede che al Breuil stanno mungendo le vacche piene,
Que bedzolàvon dzà, senten lo tsaat di dzor; - Che corrono già, sentendo il calore del giorno;
Dze traverso lo plan, yaou dzouëre se promeine, - Attraverso il pianoro, dove la Dora passeggia,
Et que partadze in baillen de détor » - E lo divide con le sue anse.

#### Piemonte
Nel Canavese, ci sono 5 categorie, 3 con i pesi e 2 con l'età, che svolgono la finale a Tavagnasco dopo vari concorsi eliminatori.
Nelle Valli di Lanzo ci sono 7 categorie: le classiche 3, le manze (suddivise in grande e piccole) e i manzi (anch'esse suddivise in grande e piccole). Si svolgono 5 eliminatorie e la finale a Cantoira.

### Francia
La finale si svolge a Chamonix-Mont-Blanc.

### Svizzera
Le regine si affrontano in un unico incontro, cui partecipano circa 20 esemplari. 
La finale cantonale si svolge ad Aproz.